# Le Sappey-en-Chartreuse
Le Sappey-en-Chartreuse ist eine französische Gemeinde mit 1.154 Einwohnern (Stand: 1. Januar 2022) im Département Isère in der Region Auvergne-Rhône-Alpes. Sie gehört zum Arrondissement Grenoble und zum Kanton Meylan. Die Einwohner nennen sich Sappeyards.

## Geographie
Le Sappey-en-Chartreuse liegt am Rande des Ballungsraums nordöstlich von Grenoble im Chartreuse-Massiv. Im Gemeindegebiet entspringt die Vence, die zur Isère entwässert. Umgeben wird Le Sappey-en-Chartreuse von den Nachbargemeinden Saint-Pierre-de-Chartreuse im Norden, Saint-Ismier im Osten, Biviers im Südosten, Meylan im Süden und Südosten, Corenc im Süden, Quaix-en-Chartreuse im Westen und Südwesten sowie Sarcenas im Westen und Nordwesten.

## Bevölkerungsentwicklung
| Jahr                       | 1962 | 1968 | 1975 | 1982 | 1990 | 1999 | 2006 | 2012 |
| Einwohner                  | 234  | 285  | 371  | 557  | 762  | 942  | 1007 | 1101 |
| Quellen: Cassini und INSEE |      |      |      |      |      |      |      |      |

## Sehenswürdigkeiten
- Kirche von 1115, im 17. und 19. Jahrhundert um- und ausgebaut, Glockenturm von 1665 (Monument historique)
- Fort Saint-Eynard, 1873 bis 1879 erbaut

## Weblinks

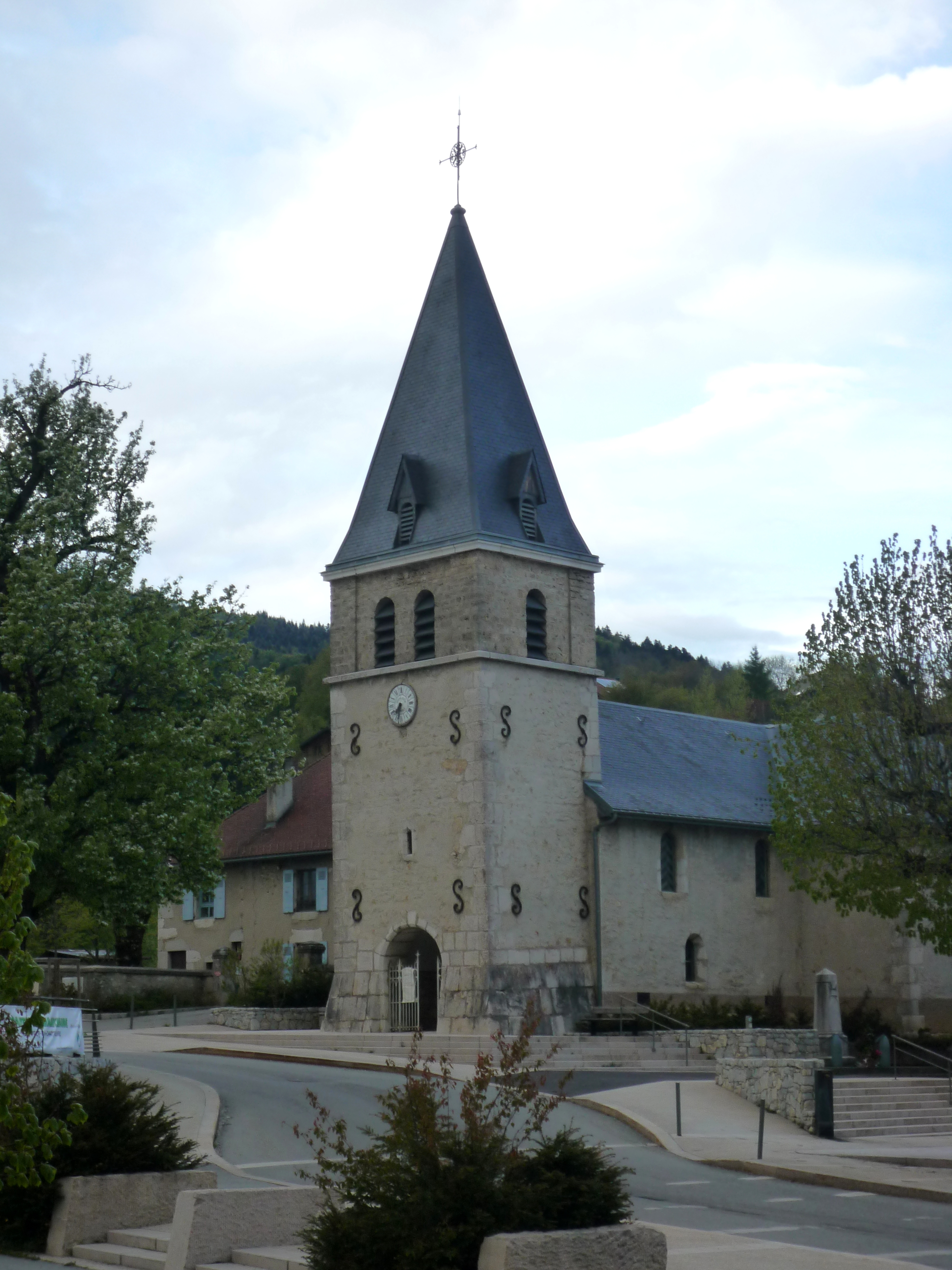
Kirche